# Fonzaso
Fonzaso là một đô thị ở tỉnh Belluno trong vùng Veneto, có vị trí cách khoảng 80 km về phía tây bắc của Venice và khoảng 35 km về phía tây nam của Belluno. Tại thời điểm ngày 31 tháng 12 năm 2004, đô thị này có dân số 3.412 và diện tích 27,5 km².
Fonzaso giáp các đô thị: Arsiè, Feltre, Lamon, Pedavena, Seren del Grappa, Sovramonte.